# 長吻鬚鰨
長吻鬚鰨（学名：Paraplagusia longirostris）為輻鰭魚綱鰈形目鰨亞目舌鰨科的一種熱帶海水魚，其种加词“longirostris”意为“长吻的”。分布於印度西太平洋巴布亞紐幾內亞南部至澳洲北部海域，棲息深度12-86公尺，體長可達27.6公分，棲息在底層水域，生活習性不明。